# Джейш аль-Умма
Джейш аль-Умма ас-Салафи фи Байт аль-Макдис (Салафитская армия Уммы в Иерусалиме), также известная как Джейш аль-Умма фи Акнаф Байт аль-Макдис или Джейш аль-Умма (Армия Уммы) — палестинская салафитская джихадистская военизированная группировка. Её штаб-квартира расположена в Секторе Газа. Группировка поддерживает Аль-Каиду.

## История
Согласно утверждениям членов группировки, она была основана в 2005 году. Однако независимые исследователи опровергают эту информацию, относя дату формирования организации к 2007 или 2008 году. С самого момента своего основания, боевики группировки сфокусированы на обстреле территории Израиля при помощи ракет кустарного изготовления и прочих самодельных взрывных устройств. В январе 2008 года члены группировки заявили, что планируют устроить покушение на президента США Джорджа Буша, однако никаких реальных действий в этом направлении зафиксировано не было. 1 сентября 2008 боевики Джейш аль-Уммы провели в Хан-Юнисе первую «публичную тренировку», в ходе которой раскритиковали власть ХАМАС над сектором Газа. Два дня спустя, лидер группировки, Абу Хафс аль-Макдиси, был арестован бойцами ХАМАС, в ответ на что её члены пригрозили оказать вооружённое сопротивление, в случае если их командир не будет освобождён. Вскоре, аль-Макдиси всё же отпустили, однако это привело к началу вражды между двумя группировками. Джейш аль-Умма игнорировала любые соглашения о прекращении огня, согласованные между ХАМАС и правительством Израиля, а ХАМАС, в свою очередь, неоднократно арестовывал членов Джейш аль-Уммы. Тем не менее обе организации воздерживались от прямой вооружённой борьбы друг с другом, опасаясь излишней дестабилизации обстановки в секторе Газа. Джейш аль-Умма участвовала в конфликте в Газе в 2012 году и боевых действиях против Израиля в 2014 году. По их собственным заявлениям, суммарно в ходе этих двух конфликтов погибли 4 члена группировки.
В 2019 году, группировка взяла на себя ответственность за ракетный обстрел Израиля. Также утверждается, что она принимала участие в израильско-палестинском кризисе 2021 года, запуская ракеты по Израилю.
Сообщается, что группировка участвует в войне в Газе, запуская ракеты по территории Израиля и принимая участие в боевых действиях против Армии обороны Израиля непосредственно в самом секторе.

## Организация
По сравнению с прочими группировками, базирующимися в секторе Газа, Джейш аль-Умма является довольно малочисленной. По состоянию на 2008 год, её численность оценивалась в как минимум 25 человек. Основателем и лидером является Абу Хафс аль-Макдиси. Группировка финансируется за счёт онлайн-пожертвований, осуществляемых через Биткойн.

## Идеология
Группировка называет себя  «салафитской джихадистской» силой, целью которой является внедрение законов шариата во всех мусульманских общинах и «освобождение Палестины», а также мечети Аль-Акса. Джейш аль-Умма Ас-Салафи также выражает надежду на восстановление исламского халифата в будущем. Группировка обвиняет евреев в крахе старого халифата, настаивая на том, что они обладают врожденным «зверством и варварством». Лидер Абу Хафс аль-Макдиси заявлял, что отсутствие последовательного видения среди исламской уммы является основной причиной неспособности решить «палестинский вопрос». Он утверждал, что мусульмане должны объединиться, чтобы положить конец «сионистско-крестоносной оккупации» мусульманских стран, и обвинил другие палестинские группировки в том, что они начали служить «западным сионистам-крестоносцам» и стали «восточно-русско-персидскими проектами» вместо того, чтобы стремиться к созданию единого исламского государства. Также аль-Макдиси подвергал критике распространение влияния Ирана в секторе Газа, и обвиняет различные мусульманские страны, такие как Иордания, Объединенные Арабские Эмираты и Саудовская Аравия, в том, что они участвуют в «войне против ислама», так как не выступают против Израиля.

## Отношения с другими исламистскими группировками
Джейш аль-Умма поддерживает Аль-Каиду, хотя официально не является её частью и не имеет никаких связей с ней. Известно, что «Табат», СМИ, аффилированное с Аль-Каидой, размещает заявления от лица Джейш аль-Уммы. В то же время, Джейш аль-Умма выступает резко против Исламского государства, и считает его сторонников «хариджитами». Лидер группировки, Абу Хафс аль-Макдиси, назвал ИГ угрозой единству джихадистских группировок в Газе.
У группировки очень напряженные отношения с ХАМАС, который с 2006 года контролирует сектор Газа. С момента своего основания, она критиковала ХАМАС как слишком умеренную организацию и недостаточно сосредоточенную на исламском фундаментализме. В свою очередь, ХАМАС неоднократно пытался пресечь деятельность Джейш аль-Уммы. Однако руководство Джейш аль-Уммы воздержалось от объявления ХАМАС неисламским движением, вместо этого назвав его мусульманским, но «ошибочным и неправильным» движением. В то же время, что касается других джихадистских группировок Газы, таких как Палестинский исламский джихад, руководство Джейш аль-Уммы заявило, что группировка «считает другие исламские движения братьями, уважает и почитает их». 
В 2023 году, на фоне начавшейся войны в Газе, Джейш аль-Умма выразила поддержку ХАМАС и всей коалиции палестинских группировок.